# Diff
diff是在UNIX系統上的一個工具程式，它可以比較兩個檔案之間的不同。通常它被用來比較同一個檔案，在不同版本間的差異。它可以產生一個副檔名為.diff或.patch的檔案，這個檔案可以被另一個工具程式patch來使用。

## 歷史及版本
這個程式最早是由貝爾實驗室所研發，1974年，由道格拉斯·麥克羅伊寫作的第五版，成為第一個正式版本。